# Narodowe Muzeum Wojny w Valletcie
Narodowe Muzeum Wojny (malt. Mużew Nazzjonali tal-Gwerra, ang. National War Museum) – muzeum mieszczące się w forcie Saint Elmo w Valletcie na Malcie. Jest jednym z najpopularniejszych muzeów na Malcie. Od roku 1975 do 2014 jego zbiory koncentrowały się głównie na I oraz II wojnie światowej. W roku 2015 zostało odnowione, i jego kolekcja zawiera teraz eksponaty począwszy od czasów epoki brązu do roku 2004.

## Lokalizacja muzeum
Muzeum zostało ulokowane w Old Drill Hall w Dolnym Saint Elmo (Lower St Elmo). Budynek oryginalnie był magazynem prochu, około roku 1853 został przekształcony w zbrojownię. Podczas II wojny światowej była tutaj szkolona obsługa dział przeciwlotniczych.
Lower Saint Elmo jest dolną częścią fortu Saint Elmo, zbudowaną w XVIII i XIX wieku. Część ta została zbudowana później niż oryginalny fort gwiaździsty (Upper Saint Elmo) oraz fortyfikacje zewnętrzne (Carafa Enceinte).

## Zbiory muzeum

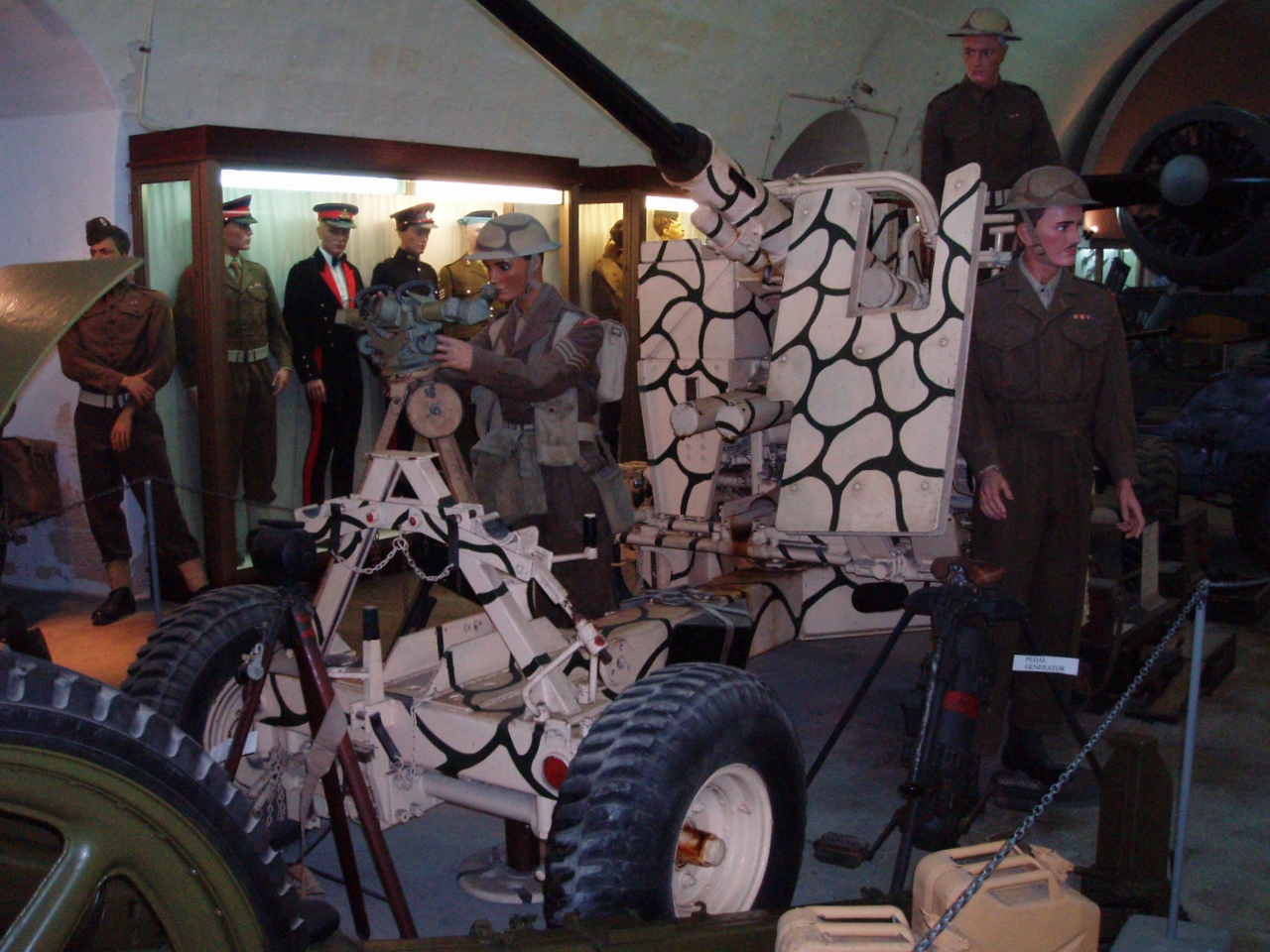
Armata przeciwlotnicza Bofors 40 mm z okresu II wojny światowej w Narodowym Muzeum Wojny

Od renowacji w roku 2015 muzeum mieści wytwory rąk ludzkich mających związek z militarną historią Malty od czasów epoki brązu do przystąpienia Malty do UE w roku 2004.
Najważniejsza kolekcja muzeum nawiązuje do II wojny światowej. Są ta różne panele fotograficzne, pokazujące życie na Malcie podczas wojny, zwłaszcza trudności codziennego życia ludności cywilnej oraz zniszczenia spowodowane bombardowaniami lotniczymi. Jednym z głównych elementów wystawy jest kadłub Gloster Sea Gladiator N5520, jedyny ocalały z Hal Far Fighter Flight. W muzeum znajduje się też Willys Jeep 'Husky' używany przez Dwighta Eisenhowera przed aliancką inwazją na Sycylię, oraz przez Roosevelta, kiedy wizytował Maltę. George Cross, którym Malta została odznaczona przez króla Jerzego VI w kwietniu 1942 roku, również jest wystawiany w muzeum. Placówka posiada też wrak rozbitego samolotu, zdobyczne niemieckie karabiny maszynowe, torpedę, lekki moździerz oraz inną broń.

## Renowacja muzeum

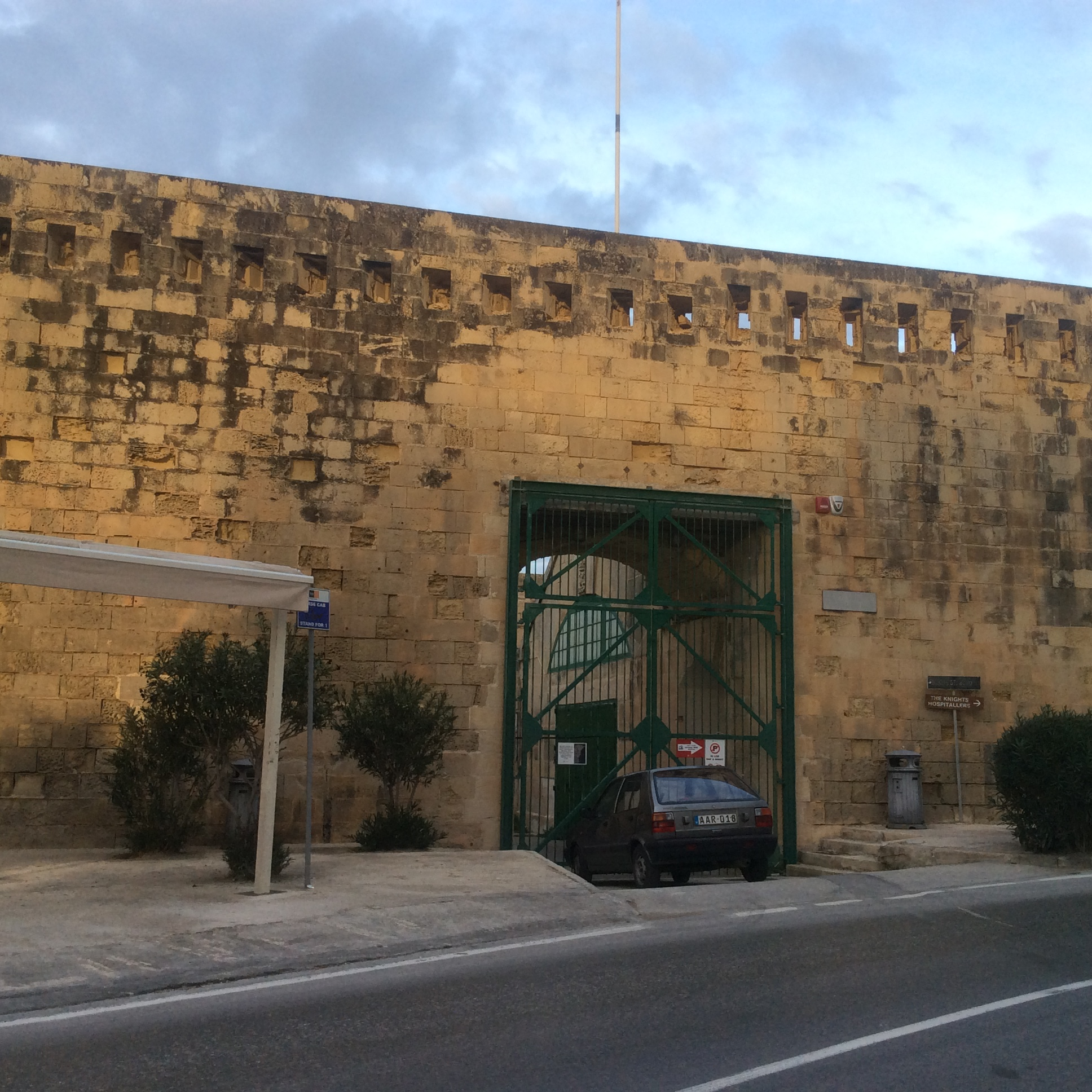
Główne wejście do National War Museum

21 września 2014 roku muzeum zostało zamknięte dla publiczności z powodu odnawiania Fortu St Elmo. Zostało odnowione i w maju 2015 roku otwarte ponownie dla zwiedzających. Posiada teraz większą kolekcję, niż oryginalne muzeum.